# Västra Vingåkers kyrka
Västra Vingåkers kyrka är en kyrkobyggnad i bostadsområdet Vidåker i Vingåker tillhörande Västra Vingåkers församling i Vingåkers kommun, Oppunda och Villåttinge kontrakt, Strängnäs stift.
Vingåkers församling delades 1754 i denna Västra och Östra Vingåkers församling, som sedan 2010 ingår i Katrineholmsbygdens församling.
Runt kyrkan finns flera byggnader som härstammar från 1800-talet. Däribland den gamla Kyrkskolan och Åsens gård. Västra Vingåkers kyrka uppfördes under medeltiden, runt år 1300. Ursprungligen saknade den torn. Vapenhuset och kyrktornet tillkom på 1400-talet. Under 1600-talet tillkom två gravkor. Även altaruppsatsen härstammar från detta sekel. Kyrkan genomgick en stor restaurering som var klar år 1783. Då tillkom nya korsarmar, en ny sakristia och ett lågt brutet tak. Tornhuven tillkom år 1885. Efter detta har inga förändringar av exteriören skett. Västra Vingåkers kyrka brukar räknas som en av Sveriges största landsortskyrkor. Kyrkans höjd är 48,9 meter.
9 oktober 1885 drabbades kyrkan av en åskeld i tornspiran och befolkningen bildade en lång langningskedja till ett närbeläget vattendrag och lyckades mot alla odds begränsa elden till tornet och en liten del av kyrkbyggnaden där orgeln blev vattenskadad. En omfattande restaurering påbörjades. Tornet stod klart i sin första fas våren 1886 och första kyrkklockan insattes midsommarafton, men inredningsarbetet kunde inte påbörjas förrän eventuella påtagna ägarskapen till gravarna inne i kyrkan hade utretts. Sedan skulle samtliga gravar i kyrkan fyllas igen eller stängas efter den 15 augusti. Läktarna i korsarmarna borttogs och nya bänkar anskaffades. Sommaren 1887 skulle en ny spira sättas upp efter ritning av Emil Viktor Langlet och målning ske av det inre. Även arkitekten Isak William Kajerdt (1840-1926), Eskilstuna, har varit inblandad i restaureringen. Byggmästare var en Hjort. Invigningen av det nya tornet, inredningen och en ny orgel skedde söndagen 13 november 1887 av biskop Thore Strömberg assisterad av fyra kyrkoherdar och kyrkans två komministrar.
Den 2 januari 2011 stängdes kyrkan för en omfattande renovering och ombyggnation. Kyrkan öppnades igen på påskdagen 8 april 2012.

## Kyrkklockor
I juni 1838 annonserade församlingen om entreprenadanbud för en ny Lillklocka som skulle ha 8 skeppund vikt. Den skulle som krav även harmonisera med deras Storklocka på 17 skeppund 14 skålpunds vikt. Vid åskelden i tornet 9 oktober 1885, smälte samtliga tre klockor i tornet. Den största klockan var gjuten av de klockor som smälte vid branden 1827. Kyrkostämman beslöt i december 1885 att beställa tre nya klockor på 50, 28 och 16 centners vikt. (2,1 ton, 1,2 ton och 680 kilo). Midsommarafton 1886 sattes så den minsta av de nya klockorna, beställda hos klockgjutarfirman Joh. Beckman & Co. i Stockholm, upp. I juli 1886 levererades mellanklockan. I november 1886 avsändes då storklockan och, tydligen, återigen mellanklockan, omgjutna efter de gamla klockornas malmmassa.

## Orglar
- 1749 byggde Jonas Gren och Petter Stråhle, Stockholm en orgel med 13 stämmor.[10] Efter gudstjänsten i Västra Vingåkers kyrka 17 juni 1748 hölls en sockenstämman med orgelbyggaren Jonas Gren, som kom ifrån Stora Malms socken. De beslutade att han skulle bygga en orgel för 6000 riksdaler kopparmynt. På sockenstämman 31 juli samma år, skrevs kontrakt med orgelbyggarna Gren och Stråhle. Orgelverket invigdes 10 september 1749 med vokal och instrumental musik. Närvarande vid invigningen var prosten Jakob Strengbom och domkyrkoorganisten Georg Rudolph Londicer i Strängnäs. Londicer fick även i uppdrag att inventera och approbera orgeln.[11]

| Manual            |
| Kvintadena 16'    |
| Principal 8'      |
| Gedackt 8'        |
| Oktava 4'         |
| Flöjt 4'          |
| Kvinta 3'         |
| Oktava 2'         |
| Mixtur 3 chor     |
| Cymbel 2 chor Bas |
| Trumpet 16'       |
| Trumpet 8'        |
| Trumpet 4' Bas    |
| Vox virginea      |

- 1822 byggde Johan Samuel Strand, Västra Vingåker en orgel.[12] Den blev vattenskadad och obrukbar vid åskbranden i oktober 1885.
- 1887 byggde E A Setterquist & Son, Örebro en orgel med 27 stämmor fördelade på två manualer och pedal.[12] Kontrakt ingicks i december 1885. Orgeln avsynades och godkändes fredagen 13 maj 1887 av domkyrkoorganisten Carl Johan Bolander i Västerås och organisten Erik Ericsson (1838-1891) i Alingsås, och användes 15 maj. Invigningen skulle ske senare till hösten i samband med en större högtid. Orgeln kostade 12 000 kr. Firman gjorde några kostsamma extra anordningar utom kontraktet.[13] En äldre fasad från 1822 års orgel av Johan Samuel Strand, blev reparerad och använd.
- Den nuvarande mekaniska orgeln byggdes 1965 av Olof Hammarberg, Göteborg. Orgeln använder fasaden från 1822 års orgel.[12]

| Huvudverk I         | Svällverk II        | Bröstverk III | Pedal         | Koppel |
| Gedakt 16'          | Rörflöjt 8'         | Gedakt 8'     | Principal 16' | I/P    |
| Principal 8'        | Fugara 8'           | Rörflöjt 4'   | Subbas 16'    | II/P   |
| Flûte Harmonique 8' | Principal 4'        | Principal 2'  | Oktava 8'     | II/I   |
| Oktava 4'           | Flûte Octaviante 4' | Gemshorn 2'   | Borduna 8'    | III/I  |
| Gedakt 4'           | Koppelflöjt 2'      | Nasat 1 1⁄3'  | Oktava 4'     |        |
| Kvinta 2 2⁄3'       | Oktava 1'           | Cymbel 2 chor | Nachthorn 2'  |        |
| Oktava 2'           | Terzian 2 chor      | Regal 8'      | Mixtur 3 chor |        |
| Sesquialtera 2 chor | Scharf 3 chor       |               | Basun 16'     |        |
| Mixtur 4 chor       | Dulcian 16'         |               | Trumpet 4'    |        |
| Mixtur 2 chor       | Skalmeja 8'         |               |               |        |
| Trumpet 8'          | Tremulant           |               |               |        |
|                     | Crescendosvällare   |               |               |        |

### Kororgel
1973 byggde I Starup & Sön, Köpenhamn en mekanisk kororgel med 4 stämmor.
| Manual        |
| Gedakt 8'     |
| Principal 4'  |
| Rörflöjt 4'   |
| Kvintadena 2' |

## Bildgalleri

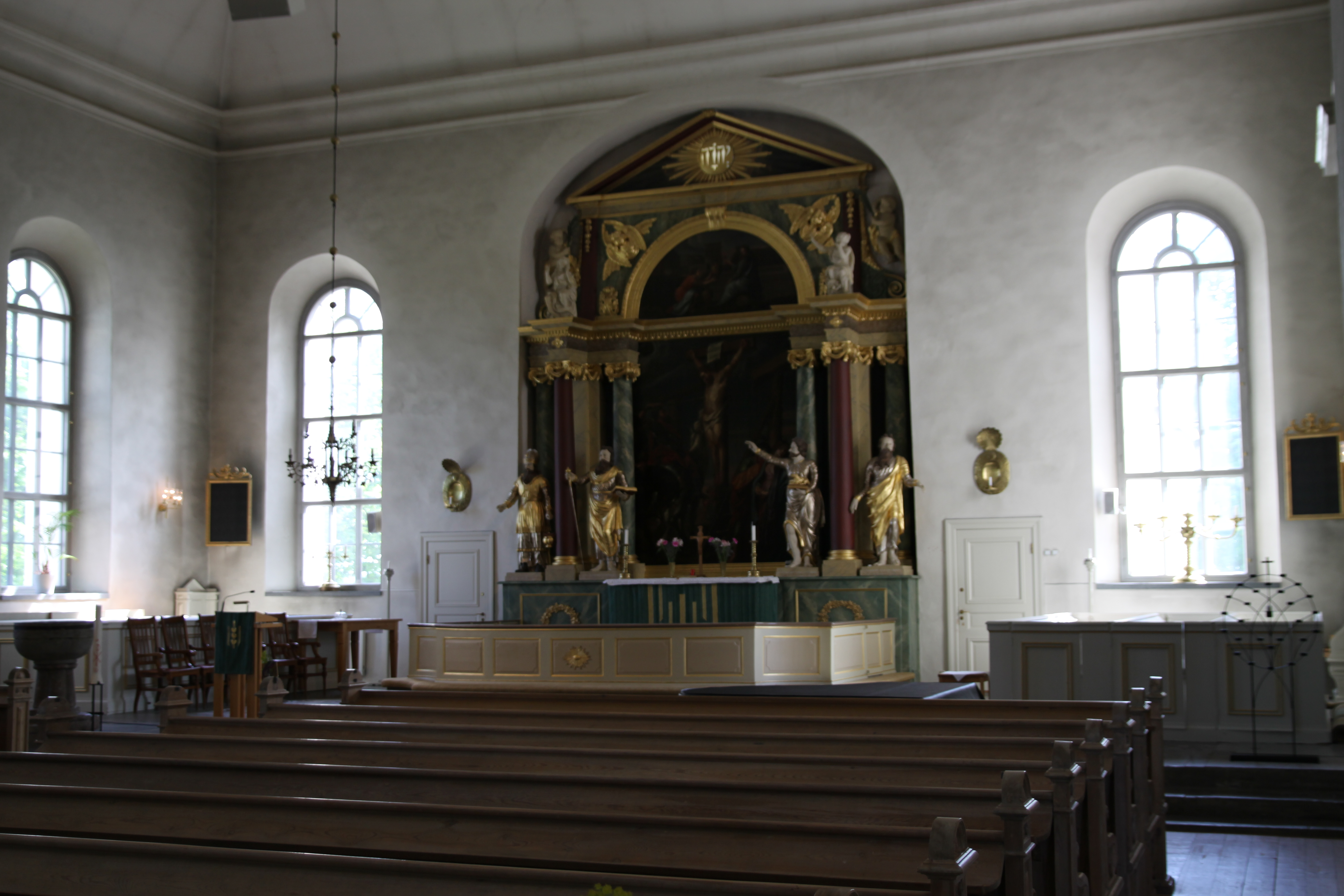
Koret med altaruppställningen
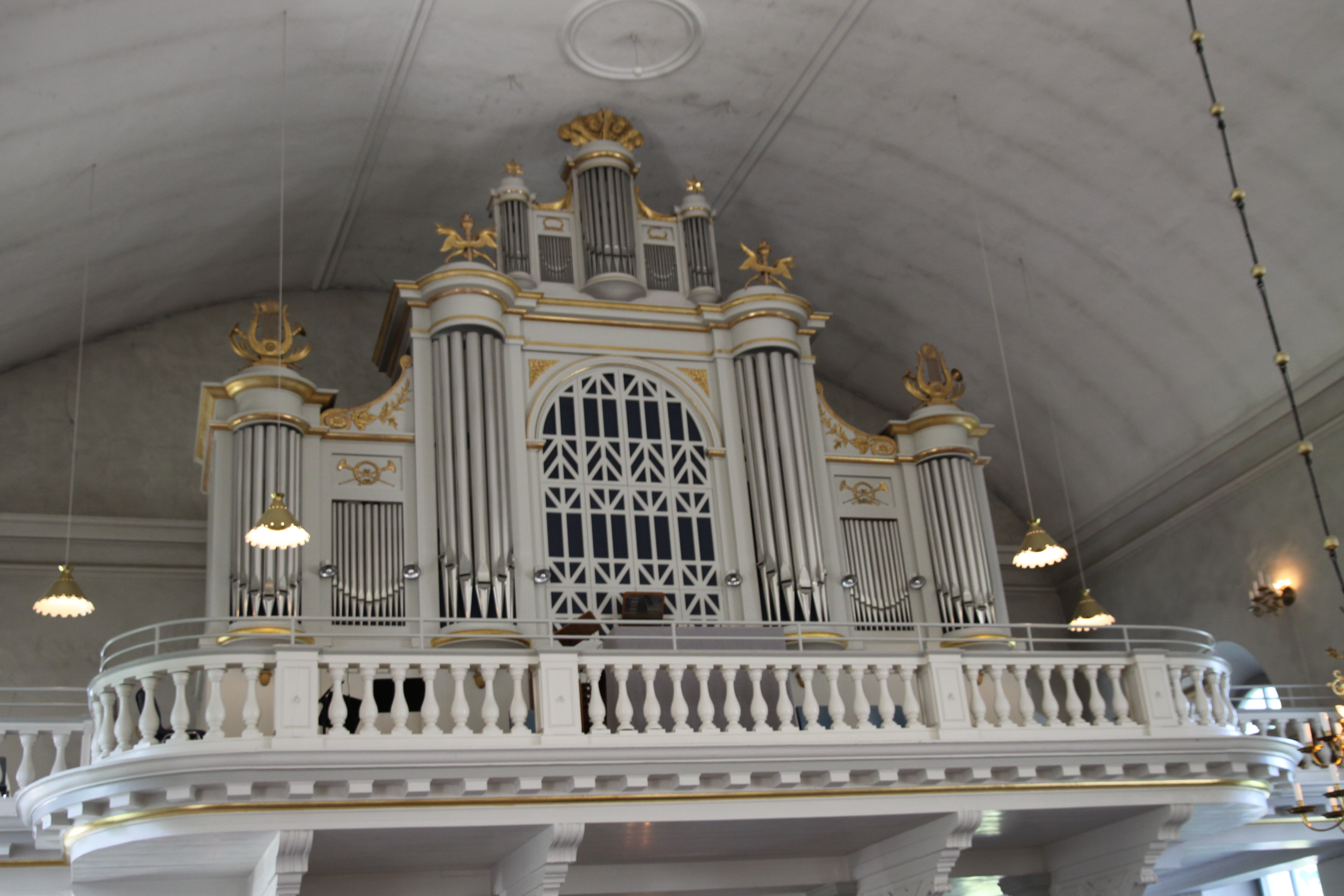
Orgelläktaren
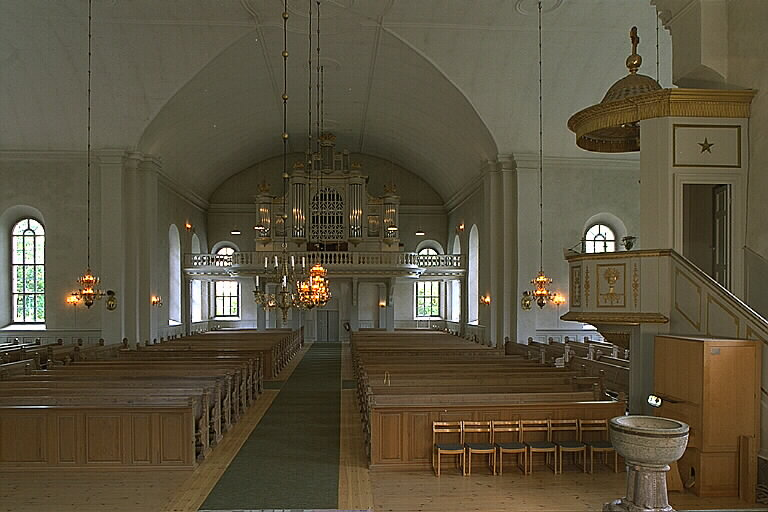
Kyrkorummet
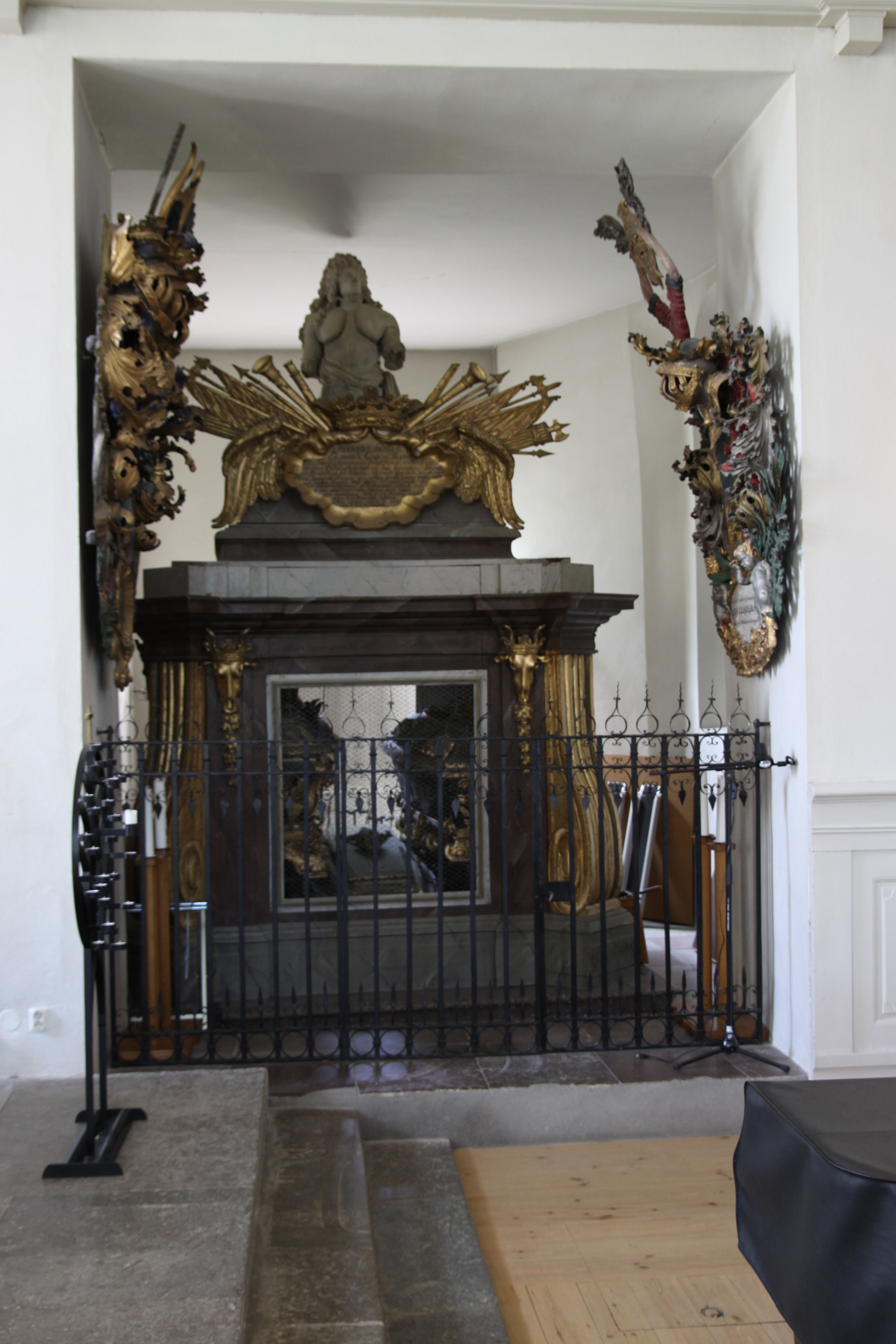
Gravkor från 1600-talet